# Suzanne Cloutier
Suzanne Cloutier (Ottawa, 10 juli 1927 – Montreal, 2 december 2003) was een Canadese actrice.
Ze werd geboren in Ottawa en overleed in Montreal aan leverkanker.
Cloutier was de tweede vrouw van Sir Peter Ustinov en moeder van actrice Pavla Ustinov.
In de film Othello uit 1952 speelde ze Desdemona, de vrouw van Othello, maar haar stem werd nagesynchroniseerd vanwege haar sterke Franse accent.

## Films
- 1998: La Comtesse de Bâton Rouge
- 1997: Whiskers (televisiefilm)

- 1961: Romanoff and Juliet
- 1954: Doctor in the House
- 1952: The Tragedy of Othello: The Moor of Venice
- 1952: Derby Day
- 1950: Juliette ou la clé des songes
- 1949: Au royaume des cieux
- 1946: Temptation

- Bibsys: 5086020
- Bibliothèque nationale de France: cb139495773 (data)
- Gemeinsame Normdatei: 173882404
- International Standard Name Identifier: 0000 0000 2856 6218
- Library of Congress Control Number: n92071796
- Nationale Bibliotheek van Tsjechië: xx0153640
- Réseau des bibliothèques de Suisse occidentale: 02-A020169464
- Système universitaire de documentation: 075533502
- Virtual International Authority File: 27257785